# Ramiro Matamoros

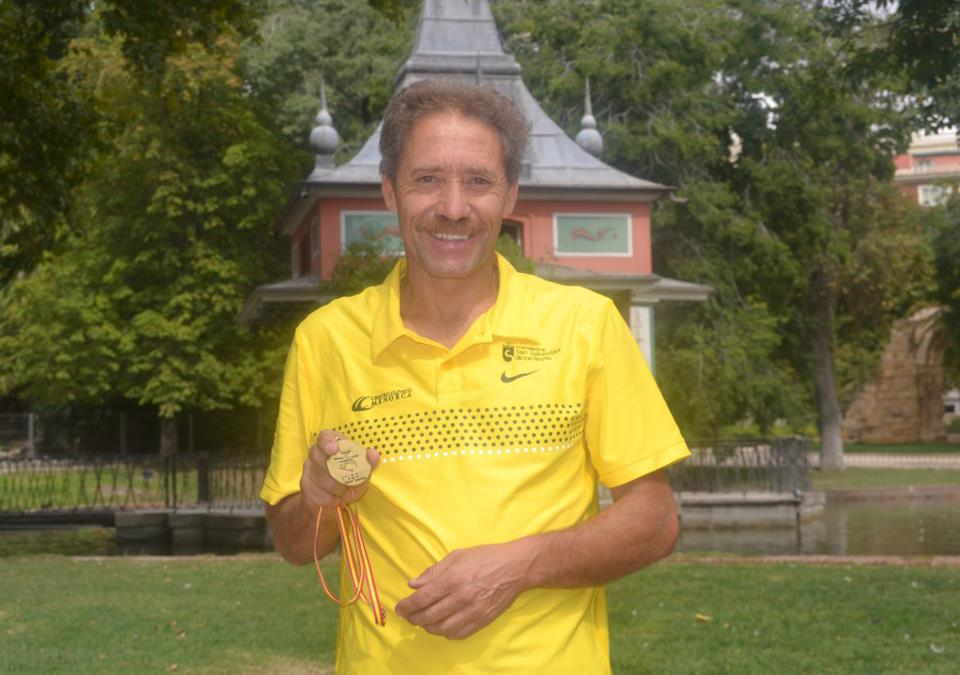
Ramiro Matamoros, atleta popular

Ramiro Matamoros (Navarrevisca, Ávila, 11 de junio de 1957) es un atleta español. 

## Trayectoria
Ramiro Matamoros es un atleta popular abulense, que alcanzó gran fama en los años 80 como corredor de élite . Fue portada de todos los periódicos deportivos y generalistas de su época. Algunas de sus marcas son 29:11 en diez kilómetros, 1h03:49 en medio maratón y 2h16:56 en Maratón. Ha ganado pruebas como la San Silvestre Vallecana, los maratones de Madrid y Valencia, en la de Canillejas, la Carrera del Agua, el Medio Maratón de Moratalaz. Llegó a ocupar el primer puesto de veinte carreras populares seguidas en un año, por lo que empezó a ser conocido como el rey de los populares. Compitió con atletas como Abel Antón, Chema Martinez o Fabián Roncero, quien le cita ampliamente en su libro Media vida corriendo 

## Algunas victorias populares
1978: Ramiro Matamoros ganó la San Silvestre Vallecana y apareció en la portada del diario El País.
1981: Venció la media Maratón de Moratalaz, prueba que ganaría en seis ocasiones. En 1981, su marca en 19 kilómetros fue de 55 minutos y 16 segundos.
En el mismo año, obtuvo otras victorias, como el Trofeo José Cano o el Trofeo de Canillejas.
1983: Vencedor de 9.500 metros de la IV Carrera pedestre Circuito del Agua.
1984: Vuelve a ganar la Media Maratón Popular de Moratalaz con una marca de 6 minutos y 50 segundos, en una prueba en la que participaron 2.130 atletas.
1986: Se proclama ganador de la Maratón Popular de Madrid el 27 de abril de 1986, coincidiendo con el día que su hija Icíar cumplía dos años y batiendo el récord en esta competición hasta aquella fecha con 2 horas, 16 minutos y 54 segundos.
1991: Victoria compartida en la Media Maratón Popular de Moratalaz.
1994: Ramiro Matamoros estuvo a punto de ganar por segunda vez la Maratón de Madrid. Finalmente, consiguió el segundo puesto.
1996: Segundo puesto en la Carrera Popular de Moratalaz, a la edad de 39 años.
1994, 1995 y 1996: ganador durante tres años consecutivos de la San Silvestre Vallecana, celebrada cada tarde del 31 de diciembre. Matamoros es un habitual de esta prueba, habiendo vencido su primera edición en 1978. En total, la ha ganado en seis ocasiones.
El atleta abulense también ha participado en competiciones a nivel internacional, como en Chicago o en Nueva York, donde se clasificó en el puesto 35.

## Años 2000-actualidad
En 2005, Ramiro Matamoros puso en marcha el club de atletismo San Sebastián de los Reyes- C.C.Menorca, conocido entre los populares como la mancha amarilla, que ha tenido en su seno atletas como la olímpica Ana Burgos.
Actualmente, Ramiro Matamoros es uno de los padrinos de la Fundación Clínica Menorca, junto con Iker Casillas, Feliciano López y Míchel González.

## Honores y galardones
Matamoros fue galardonado en 2010 con el prestigioso y exclusivo «Carnet Corredor» de la Real Federación Española de Atletismo.
El polideportivo del municipio de Navarrevisca, en la provincia de Ávila, lleva su nombre.